# ريموند روزنتال
ريموند روزنتال (بالإنجليزية: Raymond Rosenthal)‏، وُلِد عام 1915 وَتُوفّي عام 1995، كان مُترجمًا أمريكيًّا معروفًا للأدب الإيطاليّ إلى اللُّغة الإنجليزيَّة.
تَرجَمَ أعمال كلٍّ من بريمو ليفي، بييترو أريتينو، ألدو بوسي، بييرو سانافيو، غابرييل دانونزيو، بيترو ريدوندي وَآخرين.